# Espace de Bloch
Dans le domaine mathématique de l'analyse complexe, l’Espace de Bloch, nommé d'après André Bloch et noté {\displaystyle {\mathcal {B}}} ou ℬ, est l'espace des fonctions holomorphes f définies dans le disque unitaire (en) ouvert D dans le plan complexe, de telle manière que la fonction 
{\displaystyle (1-|z|^{2})|f^{\prime }(z)|}
est bornée. {\displaystyle {\mathcal {B}}} est un espace de Banach, dont la norme est définie par
{\displaystyle \|f\|_{\mathcal {B}}=|f(0)|+\sup _{z\in \mathbf {D} }(1-|z|^{2})|f'(z)|.}
Cette norme est appelée Norme de Bloch, et les éléments de l'espace de Bloch sont appelés les fonctions de Bloch.